# 黄山栝楼
黄山栝楼（学名：Trichosanthes rosthornii var. huangshanensis）为葫芦科栝楼属下的一个变种。

## 扩展阅读
- 維基物種上的相關：黄山栝楼